# Cecilia van Griekenland en Denemarken

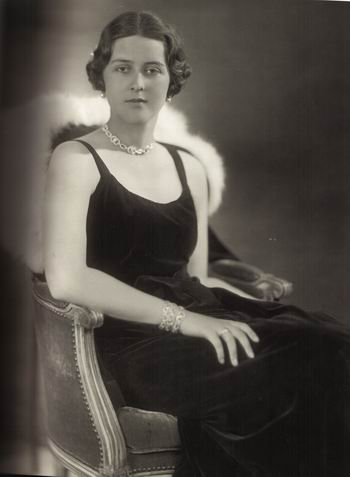
Prinses Cecilia in 1931

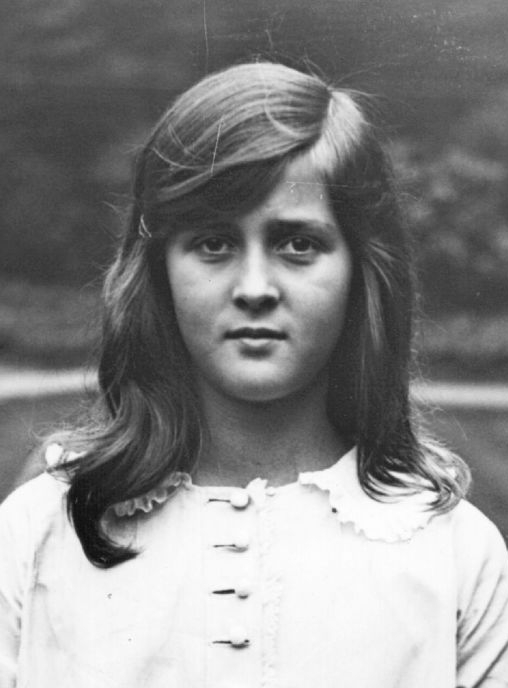
Prinses Cecilia als jong meisje

Cecilia van Sleeswijk-Holstein-Sonderburg-Glücksburg (Grieks: Πριγκίπισσα Καικιλία της Ελλάδας και Δανίας) (Tatoi, nabij Athene, 22 juni 1911 – Oostende, 16 november 1937), prinses van Griekenland en Denemarken, was een dochter van Andreas van Griekenland en Alice van Battenberg.
Ze stamde af van verscheidene vorsten, waaronder George I van Griekenland, Nicolaas I van Rusland en Victoria van het Verenigd Koninkrijk. Cecilia was een zuster van Philip, de latere echtgenoot van koningin Elizabeth II van het Verenigd Koninkrijk.

## Huwelijk en gezin
Op 2 februari 1931 trad Cecilia te Darmstadt in het huwelijk met George Donatus van Hessen-Darmstadt. Uit hun huwelijk werden drie kinderen geboren:
- Lodewijk Ernst Andreas (25 oktober 1931 - 16 november 1937)
- Alexander George Karl Hendrik (14 april 1933 - 16 november 1937)
- Johanna Marina Eleonore (20 september 1936 - 14 juni 1939)

Cecilia en haar echtgenoot waren beiden nazigezind; zij werden in 1937 lid van de NSDAP.

## Overlijden
Cecilia overleed op 16 november 1937 tijdens een vliegtuigongeluk. De zwangere prinses was met onder anderen haar echtgenoot, hun twee zonen en haar schoonmoeder Eleonore onderweg naar Engeland om daar het huwelijk bij te wonen van haar zwager Lodewijk van Hessen-Darmstadt, toen het vliegtuig een fabrieksschoorsteen in Oostende raakte. Het vliegtuig stortte brandend neer, alle inzittenden kwamen om het leven. Cecilia was hoogzwanger tijdens het ongeluk en de overblijfselen van haar kind werden in het wrak gevonden, waaruit af te leiden is dat ze aan het bevallen was.
Cecilia werd met haar echtgenoot, twee zonen en doodgeboren kindje in Darmstadt begraven.
Haar dochter Johanna werd door familieleden opgevangen; zij stierf twee jaar later aan een hersenvliesontsteking. Ze werd bij haar familie begraven.